# Kupfer(I)-selenid
Kupfer(I)-selenid ist eine anorganische chemische Verbindung des Kupfers aus der Gruppe der Selenide.

## Vorkommen
Kupfer(I)-selenid kommt natürlich in Form der Minerale Bellidoit und Berzelianit vor.

## Gewinnung und Darstellung
Kupfer(I)-selenid kann durch Reaktion von Kupfer mit Selen bei 300 °C bis 400 °C gewonnen werden.
{\displaystyle \mathrm {2\ Cu+Se\longrightarrow Cu_{2}Se} }

## Eigenschaften
Kupfer(I)-selenid ist ein bläulich-schwarzer Feststoff. Es existiert in zwei Modifikationen: unterhalb 131 °C als β-Cu2Se mit tetragonal, pseudokubischer Kristallstruktur (a = 1163 pm, c = 1140 pm) und darüber als α-Cu2Se mit kubischer Kristallstruktur.